# Tarnish
Tarnish és una pel·lícula muda de la Goldwyn Pictures i dirigida per George Fitzmaurice i protagonitzada per May McAvoy, Ronald Colman i Marie Prevost. Basada en l’obra de teatre homònima de Gilbert Emery adaptada per Frances Marion es va estrenar el 17 de setembre de 1924. Es considera una pel·lícula perduda.

## Argument
Letitia "Tishy" Tevis es veu obligada a mantenir els seus pares per culpa de la conducta llicenciosa del seu pare, i per això treballa per a Emmet Carr, que està enamorat d'ella. Quan el seu pare és víctima de la manicurista Nettie Dark, que aconsegueix que li doni 500 dòlars, Tishy a veure-la per demanar-li la devolució dels seus diners. Un cop a l'apartament de la noia, queda molt desil·lusionada en descobrir-hi la presència d'Emmet. Al final s'adona de la seva innocència i troba la felicitat amb ell.

## Repartiment
- May McAvoy (Letitia Tevis)
- Ronald Colman (Emmet Carr )
- Marie Prevost (Nettie Dark )
- Albert Gran (Adolph Tevis)
- Priscilla Bonner (Aggie)
- Harry Myers (el barber)
- Kay Deslys (Mrs. Stutts )
- Lydia Yeamans Titus (Mrs. Healy)
- William Boyd (Bill)
- Snitz Edwards (Mr. Stutts)
- Mrs. Russ Whytal